# Australomysis reubeni
Australomysis reubeni är en kräftdjursart som beskrevs av Panampunnayil 1992. Australomysis reubeni ingår i släktet Australomysis och familjen Mysidae. Inga underarter finns listade i Catalogue of Life.